# Уилям Сесил
Уилям Сесил, 1-ви барон Бърли (на английски: William Cecil, 1st Baron Burghley, също Burleigh; 13 септември 1520 – 4 август 1598) е английски държавник, главен съветник на кралица Елизабет I през по-голямата част от царуването ѝ (17 ноември 1558 – 24 март 1603), два пъти държавен секретар (1550 – 1553 и 1558 – 1572) и държавен кралски ковчежник (от 1572 г.)

## Ранен живот
Уилям Сесил е роден в Бурн, Линкълншър през 1520 г. в семейството на Ричард Сесил, собственик на имението Бърли (близо до Стамфърд, Линкълншър), и съпругата му Джейн Хекингтън.
През май 1535 г. Сесил отива в колежа Сейнт Джонс в Кеймбридж, където влиза в досег с най-добрите преподаватели за времето си Роджър Аскам и Джон Чек и овладява древногръцки език. През 1541 г. е изпратен от баща си в Грейс ин (школа за подготовка на адвокати) без да е получил диплома от Кеймбридж. Шест месеца по-късно той се жени за Мери Чек. Синът им Томас Сесил е роден през май 1542 г., а през февруари 1543 г. Мери умира. На 21 декември 1546 г. се жени за Милдред, дъщеря на сър Антъни Кук, която се счита от Ашам за една от най-учените дами на кралството, наред с лейди Джейн Грей и чиято сестра става съпруга на сър Никълъс Бейкън и майка на сър Франсис Бейкън. Кук бил един от възпитателите на престолонаследника Едуард, което отворило пътя на Уйлям Сесил за по-нататъшната му служба на короната, В двора на Хенри VIII Сесил е на служба при Едуард Сиймур, 1-ви херцог на Съмърсет и брат на бъдещата (макар и за кратко) кралица Джейн Сиймур, една от жените на Хенри VIII и по-късно става негов личен секретар. Сесил е протестант и принадлежи към групировката около епископ Томас Кранмър. Когато херцогът на Съмърсет (вече лордпротектор) по време на управлението на своя племенник Едуард VI изпада в немилост (1549 г.) Сесил се премества в лагера на Джон Дъдли, 1-ви херцог на Нортъмберленд и скоро става първи секретар в неговото правителство. Превръща се в най-близко доверено лице на херцога, който го натоварва с управлението на земите на принцеса Елизабет, което слага началото на техните дългогодишни доверени отношения. През 1550 г. Сесил е посветен в рицарско звание. По време на кризата с лейди Джейн Грей относно наследяването на престола, Сесил използва отсъствието на херцога на Нортъмберленд и организира решаващия преврат в Тайния съвет на краля, което води до провъзгласяването на Мария I Тюдор за кралица. По време на управлението ѝ Сесил извършва малки дипломатически задачи.

## Служба при Елизабет
Сесил поддържа тайна комуникация с Елизабет Тюдор преди смъртта на Мери I и от възкачването си на престола Елизабет разчита на него, както на никого другиго. Когато през 1558 г. по-малката сестра на Мери Тюдор, Елизабет I, се качва на трона, тя назначава Уилям Сесил за свой държавен секретар. През 1571 г., преди сватба между дъщерята на Сесил Ан (родена 1556 г.) с Едуард де Вер, 17-и граф на Оксфорд, кралицата дава на Сесил титлата барон Бърли, а през 1572 г. го обявява лорд пазител. Този доходен пост дава възможност на Бърли да финансира огромните си строителни начинания (къщите Теобалдс и Бърли Хаус) без да натрупа дългове.
За липсата на дългове, което е било уникално сред тогавашните политици и придворни, допринесъл и фактът, че Бърли бил председател на Административния съд, и по този начин можел да използва всички постъпления от висшата аристокрация в своя полза. Като голям финансист Бърли поддържа контакти и с търговците от Лондонското Сити и държи своите „спестявания“ първо в Антверпен, а по-късно и в Хамбург.
Уилям Сесил допринася в значителна степен за превръщането на английската църква от протестантска в „англиканска“. Сесил се страхува от католицизма повече като политическа, отколкото като религиозна опасност. Въпреки че симпатизира на пуританството, той осъзнава, че калвинизмът на Джон Нокс никога няма да може да се свърже с англиканската църква. Отношението на Сесил към твърде силните тенденции в английската църква към католицизма се виждат във факта, че той не се колебае да отправи критики към епископа на Кентърбъри, Джон Уайтгифт.
Във взаимоотношенията с Шотландия Сесил поставя основите на подкрепата и влиянието на Англия върху тамошното протестантско правителство, когато Сесил успява да извоюва „Договора от Единбург“ (1560 г.) След убийството на лорд Дарнли Сесил очевидно вярва, че Мария Стюарт е съпричастна към смъртта на съпруга си. За разлика от някои други английски държавници Сесил е против възстановяването на Мария Стюарт на шотландския престол, независимо от изгодните за Англия условия. Той не успява в продължение на десетилетия да накара кралица Елизабет I да се реши на екзекуцията на Мария Стюарт.
Когато през пролетта на 1569 г. представители на висшата аристокрация около Томас Хауърд, 4-ти херцог на Норфък, поискали да се избавят от държавния секретар, кралица Елизабет смело го защитава. По-късно през същата година намерението на херцога да се ожени за Мария Стюарт е причина да бъде хвърлен в Тауър, а по-късно през юни 1572 г. той бива екзекутиран по настояване на Бърли.
Най-голямата похвала Сесил получава от кралицата, която казва за него „По моя преценка, вие не може да бъдете подкупен с никакви подаръци и сте предан на държавата.“
Неговият строг контрол над кралските финанси, водачество на Тайния съвет и създаването на високо ефективна разузнавателна служба под управлението на сър Франсис Уолсингам го правят най-важният министър в по-голямата част от управлението на Елизабет.
Въпреки че е протестант, Сесил помага на хугенотите и на холандците само колкото да ги подкрепя в борбите, които държат опасността далеч от английските брегове. Сесил никога не развива онази неприязън към решителни мерки, която става втора природа на Елизабет. Интервенцията му в Шотландия през 1559 – 1560 г. показва, че той може да удари силно, когато това е необходимо, а действията му за екзекуцията на Мери Стюарт показват, че е склонен да поеме отговорности, от които кралицата се дърпа.
Общо взето, той подкрепя повече английска интервенция на страната на континенталните протестанти отколкото се харесва на Елизабет. Оставя безброй меморандуми ясно излагайки (понякога дори граничещи с нелепото) аргументите за и против всяко действие, но малко показатели относно линията за действие, която препоръчва стават видими.
Доколко е лично отговорен за Религиозното споразумение от 1559 г., Законите за бедните и външната политика на Англия, остава в голяма степен предмет на догадки. Най-вероятно е обаче неговите възгледи да са били определящи за политиката на Елизабетинска Англия.
Бърли успява да наложи като нов държавен секретар своя по-малък син, Робърт Сесил, 1-ви граф Солсбъри вместо Роберт Девъроу, 2-ри граф на Есекс. Сесил Младши продължава политиката на Бърли и изпълнява функцията на министър-председател. Една от най-големите му заслуги е плавното предаване на английската власт след смъртта на Елизабет I на крал Джеймс I от династията на Стюартите.
Най-обширната запазила се до днес лична кореспонденция е кореспонденцията на Уилям Сесил с ирландския съдия Никълъс Уайт. Тя обхваща периода от 1566 г. до 1590 г., но рядко се цитира в литературата за Сесил. Уайт е бил възпитател на децата на Сесил по време на следването си в Лондон. Кореспонденцията сочи, че Сесил дълго време е бил благоразположен към Уайт. Накрая обаче Уайт попада в т. нар. „Дъблинска полемика“ по повод изповедта на един свещеник интригант, в която се оспорва властта на кралицата над Ирландия. Вследствие на това Сесил се отказва от дългогодишната си протекция над Уайт. Съдията изтърпява наказание в Лондон и малко по-късно умира.
Най-известната задача, която Уайт изпълнява за Сесил, е посещението на Уайт при Мария Стюарт, кралица на Шотландия през 1569 г. по време на първите години от нейното задържане в Англия.
Съществува предположение, че Уайт е написал английски превод на легендата за аргонавтите и го е публикувал през шестдесетте години на 16 век, но ѝ няма запазено копие.
По-големият син на Бърли, сър Томас Сесил, наследява след смъртта на бащата неговата титла и по-късно е издигнат до ранг граф на Екзитър.